# Буджиашвили, Константин Дмитриевич
Буджиашвили Константин Дмитриевич (1904—1980) — советский государственный и партийный деятель. Брат — Буджиашвили, Василий Дмитриевич.

## Биография
- 1941 - управляющий строительным трестом «Саккархмшени»
- с 1951 заместитель министра мясной и молочной промышленности Грузинской ССР по строительству
- 27.04.1952-05.1953 1-й секретарь Тбилисский областной комитет КП(б) — КП Грузии
- до 1953 так же являлся членом Бюро ЦК КП(б) — КП Грузии.
- после ликвидации Тбилисской области в 1953—1957 годах занимал должность заместителя председателя Тбилисского городского исполкома.